# Paulin (Dordogne)
Pour les articles homonymes, voir Paulin.
Paulin est une commune française située dans le département de la Dordogne, en région Nouvelle-Aquitaine.

## Géographie

### Généralités
La commune de Paulin, traversée par le 45e parallèle nord, est de ce fait située à égale distance du pôle Nord et de l'équateur terrestre (environ 5 000 km).
Paulin est une commune du quart sud-est du département de la Dordogne, située dans le Périgord noir. Elle est traversée la Borrèze. C'est une commune rurale qui fait partie de l'aire d'attraction de Sarlat-la-Canéda.
En bordure de la route départementale (RD) 60, le petit bourg de Paulin est situé, en distances orthodromiques, seize kilomètres au sud-est du centre-ville de Montignac-Lascaux et autant au nord-est de celui de Sarlat-la-Canéda.
La commune est également desservie par la RD 62b.

### Communes limitrophes
Paulin est limitrophe de cinq autres communes. Son territoire est distant de moins de 800 mètres de ceux de Nadaillac au nord-est et de Saint-Crépin-et-Carlucet au sud-ouest.
| Archignac    | Jayac             |         |
|              | Paulin            | Borrèze |
| Saint-Geniès | Salignac-Eyvigues |         |

### Géologie et relief

#### Géologie
Situé sur la plaque nord du Bassin aquitain et bordé à son extrémité nord-est par une frange du Massif central, le département de la Dordogne présente une grande diversité géologique. Les terrains sont disposés en profondeur en strates régulières, témoins d'une sédimentation sur cette ancienne plate-forme marine. Le département peut ainsi être découpé sur le plan géologique en quatre gradins différenciés selon leur âge géologique. Paulin est située dans le troisième gradin à partir du nord-est, un plateau formé de calcaires hétérogènes du Crétacé.
Les couches affleurantes sur le territoire communal sont constituées de formations superficielles du Quaternaire datant du Cénozoïque et de roches sédimentaires du Mésozoïque. La formation la plus ancienne, notée j3-4, date du Bathonien supérieur au Callovien, composée de calcaire cryptocristallin, localement crayeux. La formation la plus récente, notée Fy3-z, fait partie des formations superficielles de type alluvions subactuelles à actuelles. Le descriptif de ces couches est détaillé dans  les feuilles « no 784 - Terrasson » et « no 808 - Sarlat-la-Canéda » de la carte géologique au 1/50 000 de la France métropolitaine, et leurs notices associées,.

Carte géologique de Paulin.

#### Relief et paysages
Le département de la Dordogne se présente comme un vaste plateau incliné du nord-est (491 m, à la forêt de Vieillecour dans le Nontronnais, à Saint-Pierre-de-Frugie) au sud-ouest (2 m à Lamothe-Montravel). L'altitude du territoire communal varie quant à elle entre 191 mètres et 329 mètres,.
Dans le cadre de la Convention européenne du paysage entrée en vigueur en France le 1er juillet 2006, renforcée par la loi du 8 août 2016 pour la reconquête de la biodiversité, de la nature et des paysages, un atlas des paysages de la Dordogne a été élaboré sous maîtrise d’ouvrage de l’État et publié en octobre 2020. Les paysages du département s'organisent en huit unités paysagères,. La commune fait partie du Périgord noir, un paysage vallonné et forestier, qui ne s’ouvre que ponctuellement autour de vallées-couloirs et d’une multitude de clairières de toutes tailles. Il s'étend du nord de la Vézère au sud de la Dordogne (en amont de Lalinde) et est riche d’un patrimoine exceptionnel.
La superficie cadastrale de la commune publiée par l'Insee, qui sert de référence dans toutes les statistiques, est de 11,43 km2,,. La superficie géographique, issue de la BD Topo, composante du Référentiel à grande échelle produit par l'IGN, est quant à elle de 11,68 km2.

### Hydrographie

#### Réseau hydrographique
La commune est située dans le bassin de la Dordogne au sein du Bassin Adour-Garonne. Elle est drainée par la Borrèze et le ruisseau de Sireyjol et par un petit cours d'eau, qui constituent un réseau hydrographique de 6 km de longueur totale,.
La Borrèze, d'une longueur totale de 22,13 km, prend sa source dans la commune de Paulin, 650 mètres à l'ouest du bourg, et se jette en rive droite de la Dordogne dans le département du Lot, en limite de Lanzac et de Souillac, au lieu-dit les Cuisines,. Elle traverse la commune du nord au sud sur près de trois kilomètres.
Affluent de rive droite de la Chironde, le ruisseau de Sireyjol, appelé Hyronde dans sa partie aval, borde le territoire communal au sud-ouest sur plus d'un kilomètre, face à Saint-Geniès.

Réseaux hydrographique et routier de Paulin.
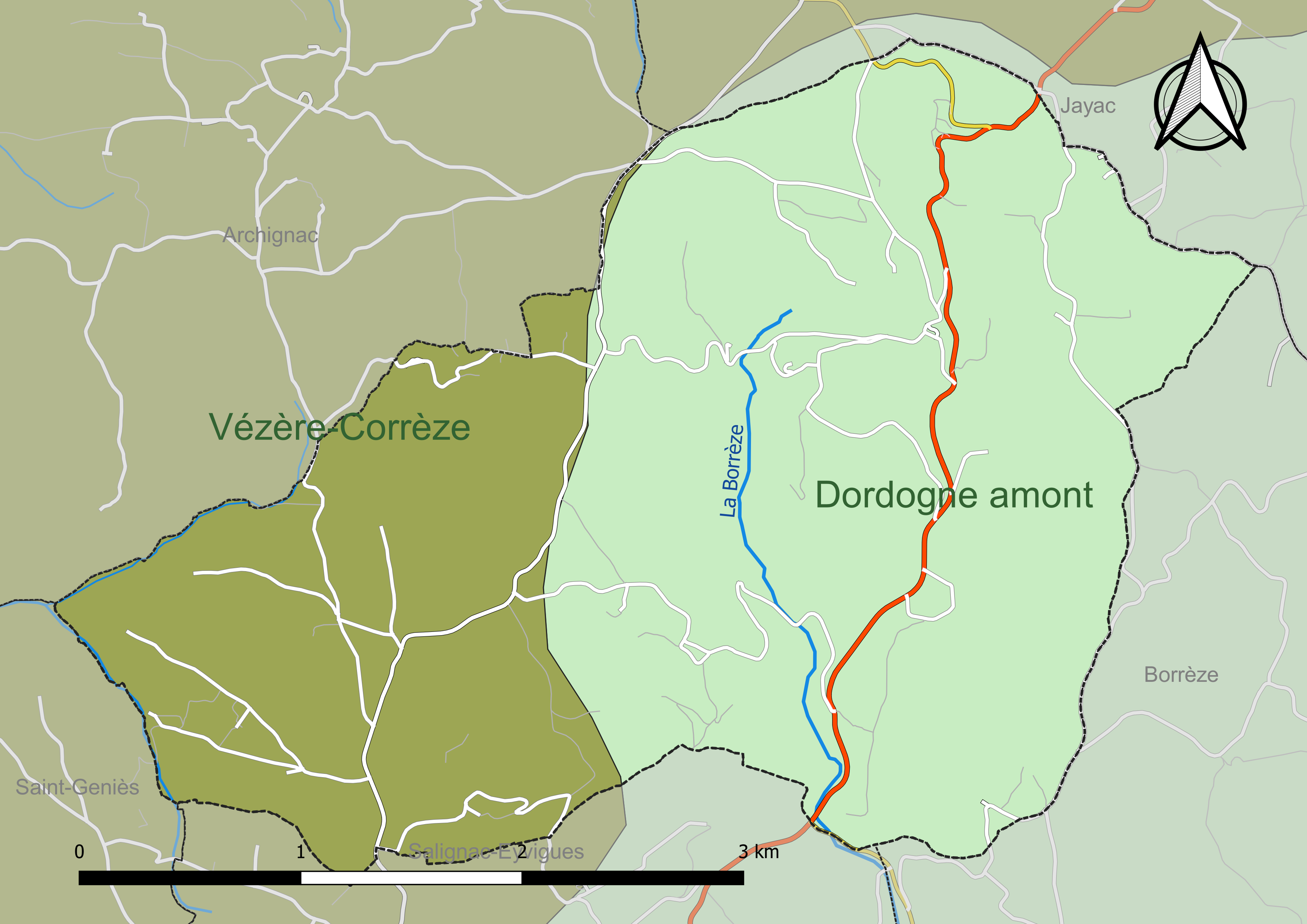
Carte des schémas d'aménagement et de gestion des eaux (SAGE) couvrant le territoire communal de Paulin.

#### Gestion et qualité des eaux
Le territoire communal est couvert par les schémas d'aménagement et de gestion des eaux (SAGE) « Dordogne amont » et « Vézère-Corrèze ». Le SAGE « Dordogne amont », dont le territoire s'étend des sources de la Dordogne jusqu'à la confluence de la Vézère à Limeuil, d'une superficie de 9 700 km2 est en cours d'élaboration. La structure porteuse de l'élaboration et de la mise en œuvre est l'établissement public territorial de bassin de la Dordogne (EPIDOR). Le SAGE « Vézère-Corrèze », dont le territoire regroupe les bassins versants de la Vézère et de la Corrèze, d'une superficie de 3 730 km2 est en cours d'élaboration. La structure porteuse de l'élaboration et de la mise en œuvre est le conseil départemental de la Corrèze. Ils définissent chacun sur leur territoire les objectifs généraux d’utilisation, de mise en valeur et de protection quantitative et qualitative des ressources en eau superficielle et souterraine, en respect des objectifs de qualité définis dans le troisième SDAGE  du Bassin Adour-Garonne qui couvre la période 2022-2027, approuvé le 10 mars 2022.
À l'est, les deux tiers du territoire communal correspondent au bassin versant de la Borrèze et dépendent du SAGE Dordogne amont. À l'ouest, la zone restante fait partie du bassin de la Chironde et est rattachée au SAGE Vézère-Corrèze.
La qualité des eaux de baignade et des cours d’eau peut être consultée sur un site dédié géré par les agences de l’eau et l’Agence française pour la biodiversité.

### Climat
Pour des articles plus généraux, voir Climat de la Nouvelle-Aquitaine et Climat de la Dordogne.
Historiquement, la commune est exposée à un climat océanique aquitain.  
En 2020, Météo-France publie une typologie des climats de la France métropolitaine dans laquelle la commune est exposée à un climat océanique altéré et est dans la région climatique  Ouest et nord-ouest du Massif Central, caractérisée par une pluviométrie annuelle de 900 à 1 500 mm, maximale en automne et en hiver.
Pour la période 1971-2000, la température annuelle moyenne est de 11,9 °C, avec  une amplitude thermique annuelle de 15,1 °C. Le cumul annuel moyen de précipitations est de 1 000 mm, avec 12,7 jours de précipitations en janvier et 7 jours en juillet. Pour la période 1991-2020, la température moyenne annuelle observée sur la station météorologique la plus proche, située sur la commune de Salignac-Eyvigues à 4 km à vol d'oiseau, est de 13,0 °C et le cumul annuel moyen de précipitations est de 907,1 mm,. Pour l'avenir, les paramètres climatiques de la commune estimés pour 2050 selon différents scénarios d’émission de gaz à effet de serre sont consultables sur un site dédié publié par Météo-France en novembre 2022.

## Urbanisme

### Typologie
Au 1er janvier 2024, Paulin est catégorisée commune rurale à habitat très dispersé, selon la nouvelle grille communale de densité à 7 niveaux définie par l'Insee en 2022.
Elle est située hors unité urbaine. Par ailleurs la commune fait partie de l'aire d'attraction de Sarlat-la-Canéda, dont elle est une commune de la couronne,. Cette aire, qui regroupe 45 communes, est catégorisée dans les aires de moins de 50 000 habitants,.

### Occupation des sols
L'occupation des sols de la commune, telle qu'elle ressort de la base de données européenne d’occupation biophysique des sols Corine Land Cover (CLC), est marquée par l'importance des territoires agricoles (55,2 % en 2018), une proportion sensiblement équivalente à celle de 1990 (54,7 %). La répartition détaillée en 2018 est la suivante : 
zones agricoles hétérogènes (55,1 %), forêts (44,8 %), prairies (0,1 %). L'évolution de l’occupation des sols de la commune et de ses infrastructures peut être observée sur les différentes représentations cartographiques du territoire : la carte de Cassini (XVIIIe siècle), la carte d'état-major (1820-1866) et les cartes ou photos aériennes de l'IGN pour la période actuelle (1950 à aujourd'hui).

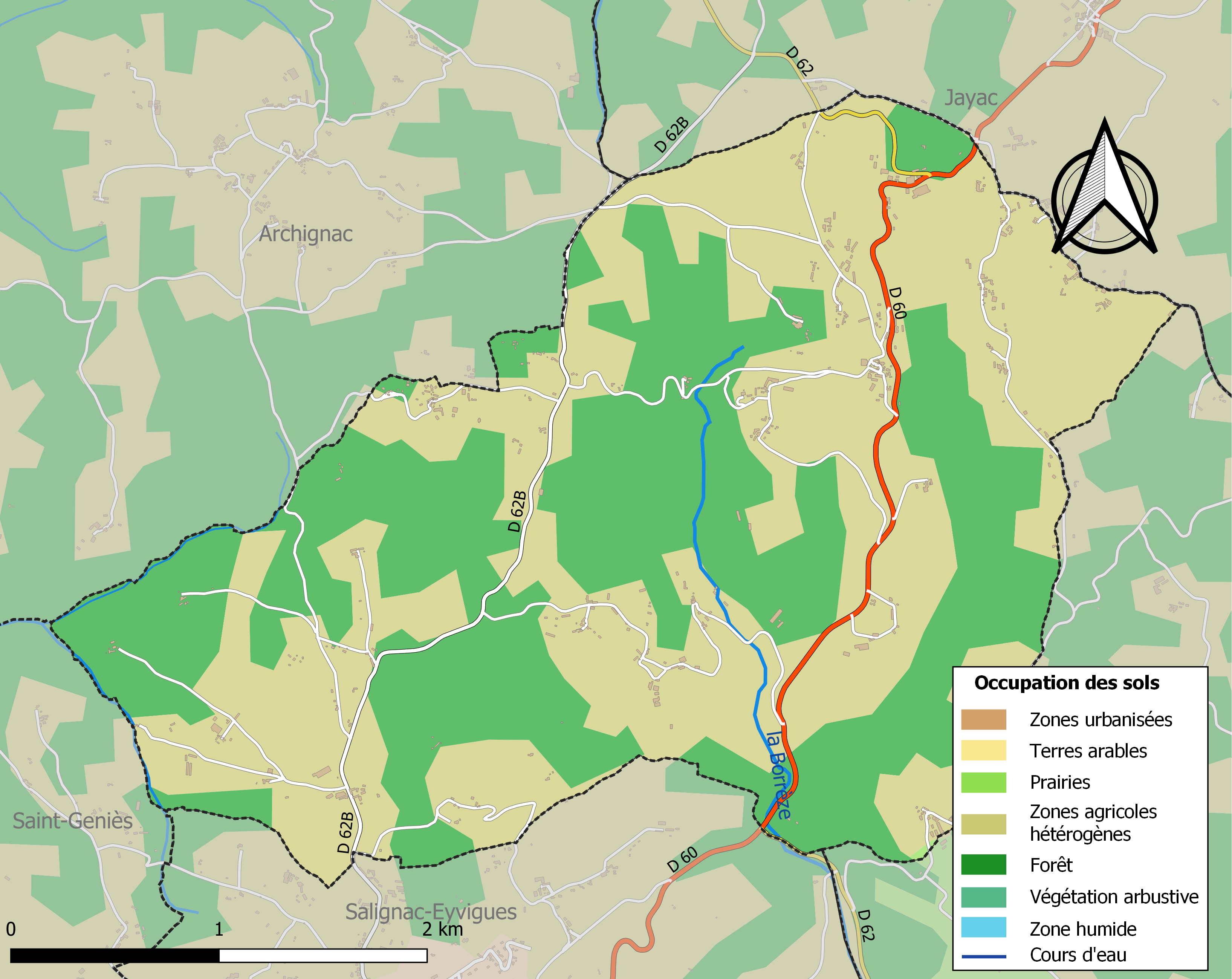
Carte des infrastructures et de l'occupation des sols de la commune en 2018 (CLC).

### Prévention des risques
Le territoire de la commune de Paulin est vulnérable à différents aléas naturels : météorologiques (tempête, orage, neige, grand froid, canicule ou sécheresse), feux de forêts et séisme (sismicité très faible). Un site publié par le BRGM permet d'évaluer simplement et rapidement les risques d'un bien localisé soit par son adresse soit par le numéro de sa parcelle.
Paulin est exposée au risque de feu de forêt. L’arrêté préfectoral du 14 mars 2013 fixe les conditions de pratique des incinérations et de brûlage dans un objectif de réduire le risque de départs d’incendie. À ce titre, des périodes sont déterminées : interdiction totale du 15 février au 15 mai et du 15 juin au 15 octobre, utilisation réglementée du 16 mai au 14 juin et du 16 octobre au 14 février. En septembre 2020, un plan inter-départemental de protection des forêts contre les incendies (PidPFCI) a été adopté pour la période 2019-2029,.
La commune a été reconnue en état de catastrophe naturelle au titre des dommages causés par les inondations et coulées de boue survenues en 1982 et 1999 et par des mouvements de terrain en 1999.

## Toponymie
En occitan, la commune porte le nom de Paulinh.

## Histoire
L'église Saint-Pierre-ès-Liens, romane, date du XIIe siècle. À quelques mètres de celle-ci, le manoir de la Brande, fut sous le règne de Louis XIV la propriété des Labeomondie d'Auberosse, puis celle du comte Jean de Saint-Exupéry. Jusqu'au XVIIIe siècle, on comptait plusieurs lieux de culte dont les chapelles Saint-Roch de Paulin (qui laissa le nom au village) et Saint-Jacques. Toutes deux furent démolies en 1777. Sur la colline en face du bourg, on aperçoit le château de la Faurie. En 1789, ce fut là que Joseph De Bars, seigneur des lieux, autoritaire et prétentieux, déclencha la colère des paysans qui prirent d'assaut sa demeure, et l'incendièrent. 
La Première Guerre mondiale marque la commune, qui consacre deux monuments, un paroissial, un communal, à ses morts.

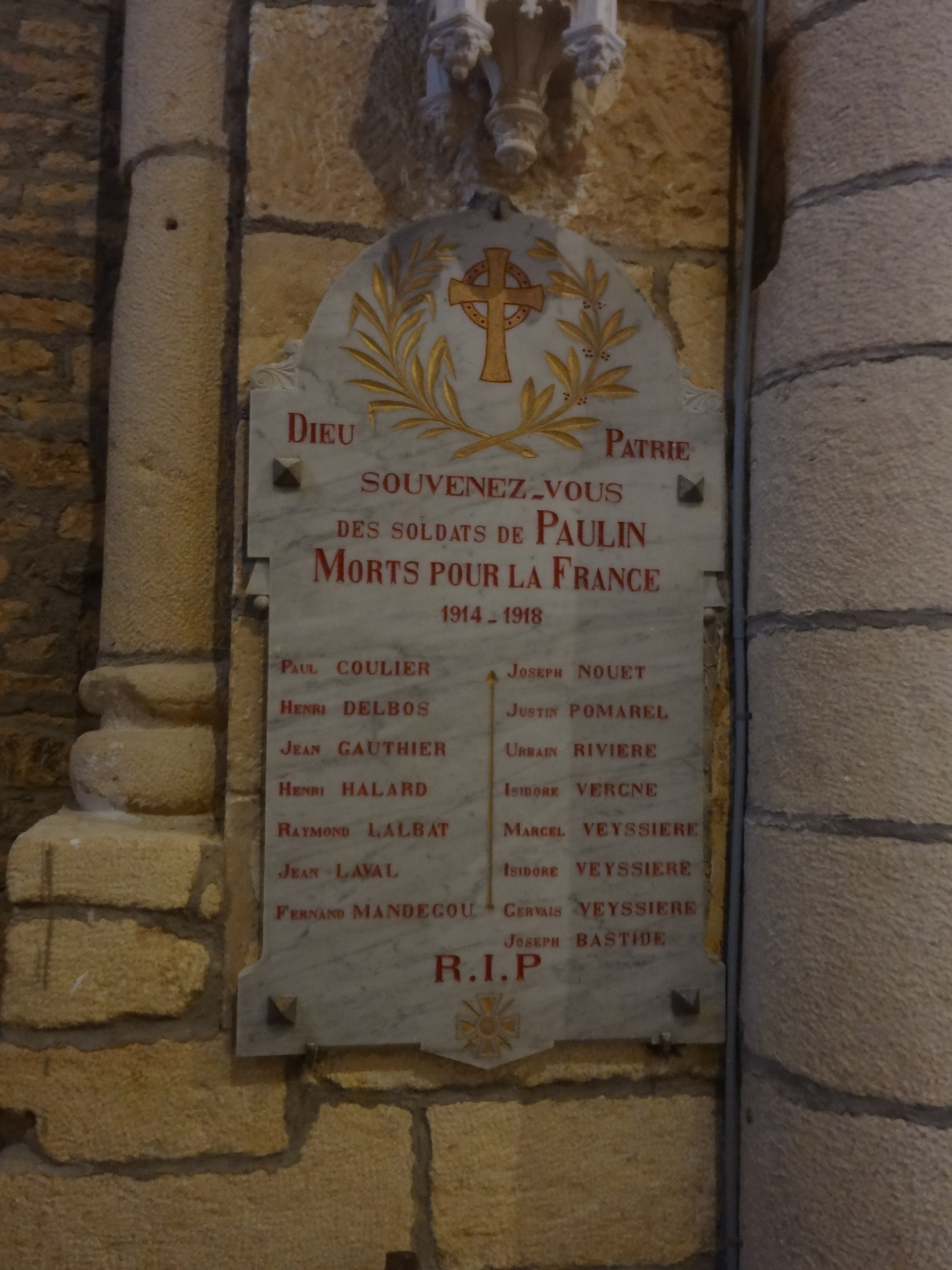
Monument aux morts paroissial.
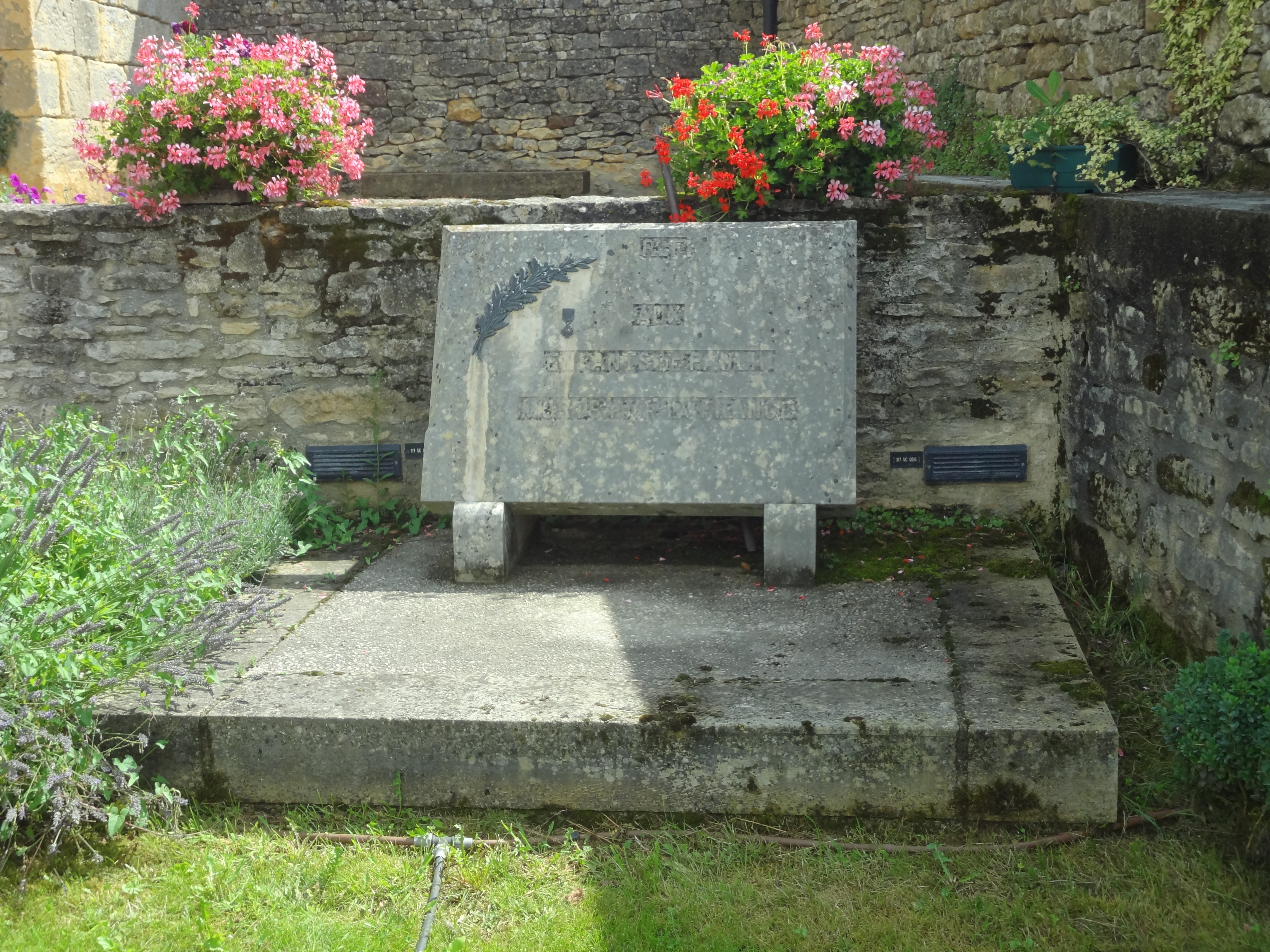
Monument aux morts communal.

## Politique et administration

### Rattachements administratifs
La commune de Paulin a, dès 1790, été rattachée au canton de la Cassagne qui dépendait du district de Montignac jusqu'en 1795, date de suppression des districts. Lorsque ce canton est supprimé par la loi du 8 pluviôse an IX (28 janvier 1801)  portant sur la « réduction du nombre de justices de paix », la commune est rattachée au canton de Salignac (devenu canton de Salignac-Eyvignes en 1965, puis renommé en canton de Salignac-Eyvigues en 2001), dépendant de l'arrondissement de Sarlat (devenu l'arrondissement de Sarlat-la-Canéda en 1965).

### Intercommunalité
Fin 2009, Paulin intègre la communauté de communes du Salignacois. Celle-ci est dissoute au 31 décembre 2013 et remplacée au 1er janvier 2014 par la communauté de communes du Pays de Fénelon.

### Administration municipale
La population de la commune étant comprise entre 100 et 499 habitants au recensement de 2017, onze conseillers municipaux ont été élus en 2020,.

### Liste des maires

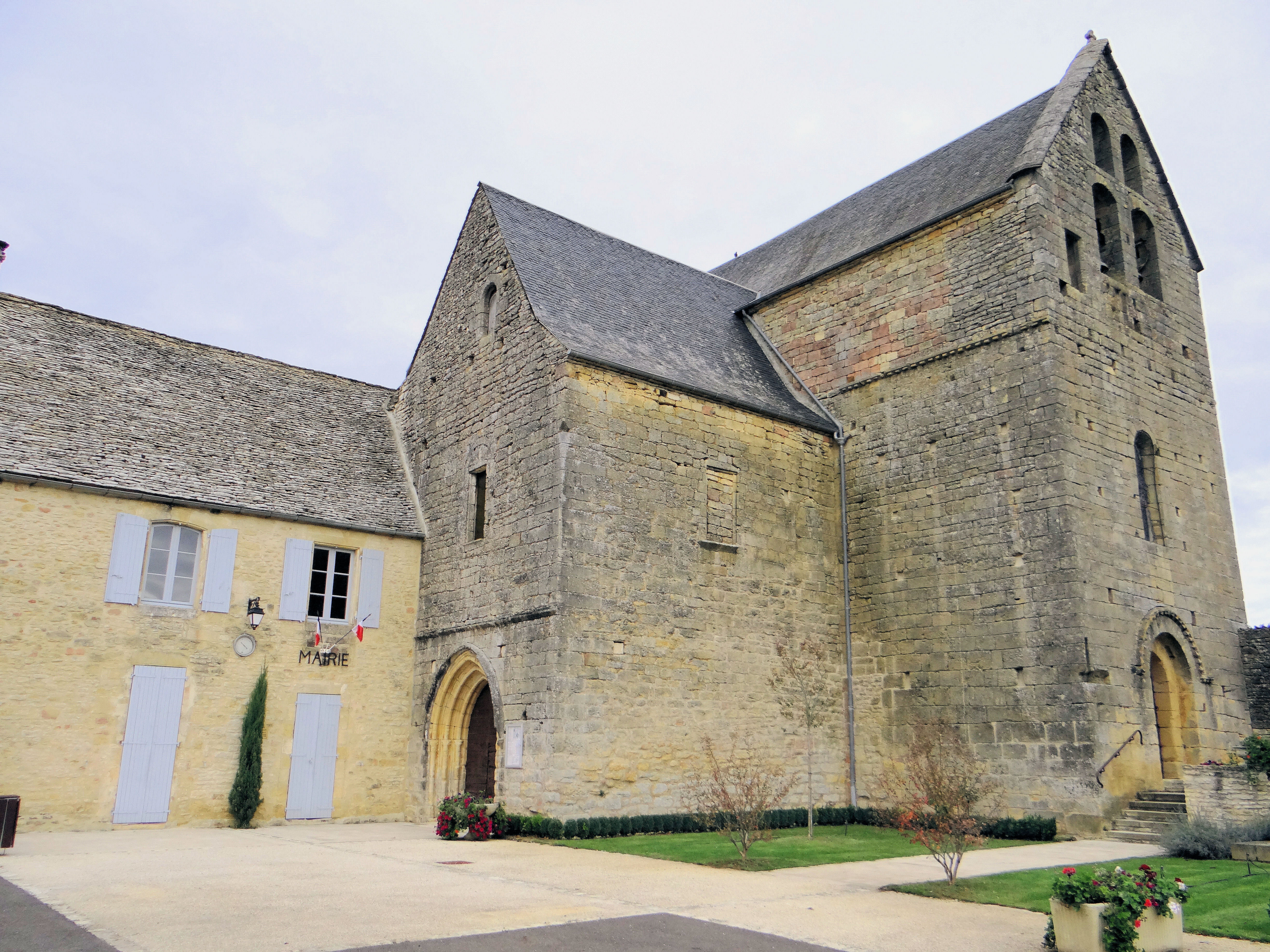
Mairie de Paulin.

| Période                                  | Période  | Identité      | Étiquette | Qualité             |
| ---------------------------------------- | -------- | ------------- | --------- | ------------------- |
| Les données manquantes sont à compléter. |          |               |           |                     |
|                                          |          |               |           |                     |
| 1953                                     | 2002     | Paul Lacombe  |           |                     |
|                                          |          |               |           |                     |
| janvier 2003 (réélu en mai 2020)         | En cours | Michel Mariel | SE        | Exploitant agricole |

## Équipements et services publics

### Justice
Dans le domaine judiciaire, Paulin relève : 
- du tribunal de proximité de Sarlat-la-Canéda ;
- du tribunal judiciaire, du tribunal pour enfants, du conseil de prud'hommes et du tribunal de commerce de Bergerac ;
- du pôle Nationalité du tribunal judiciaire de Périgueux (compétent uniquement dans le domaine de la nationalité) ;
- de la cour d'appel et de la  cour administrative d'appel de Bordeaux.

## Population et société

### Démographie
L'évolution du nombre d'habitants est connue à travers les recensements de la population effectués dans la commune depuis 1793. Pour les communes de moins de 10 000 habitants, une enquête de recensement portant sur toute la population est réalisée tous les cinq ans, les populations de référence des années intermédiaires étant quant à elles estimées par interpolation ou extrapolation. Pour la commune, le premier recensement exhaustif entrant dans le cadre du nouveau dispositif a été réalisé en 2005.

En 2022, la commune comptait 245 habitants, en évolution de −5,04 % par rapport à 2016 (Dordogne : +0,37 %, France hors Mayotte : +2,11 %).
| 1793 | 1800 | 1806 | 1821 | 1831 | 1836 | 1841 | 1846 | 1851 |
| ---- | ---- | ---- | ---- | ---- | ---- | ---- | ---- | ---- |
| 650  | 612  | 611  | 632  | 665  | 670  | 664  | 706  | 599  |

| 1856 | 1861 | 1866 | 1872 | 1876 | 1881 | 1886 | 1891 | 1896 |
| ---- | ---- | ---- | ---- | ---- | ---- | ---- | ---- | ---- |
| 701  | 696  | 660  | 621  | 637  | 608  | 580  | 566  | 566  |

| 1901 | 1906 | 1911 | 1921 | 1926 | 1931 | 1936 | 1946 | 1954 |
| ---- | ---- | ---- | ---- | ---- | ---- | ---- | ---- | ---- |
| 535  | 520  | 519  | 460  | 464  | 442  | 424  | 377  | 344  |

| 1962 | 1968 | 1975 | 1982 | 1990 | 1999 | 2005 | 2006 | 2010 |
| ---- | ---- | ---- | ---- | ---- | ---- | ---- | ---- | ---- |
| 349  | 346  | 293  | 269  | 258  | 268  | 263  | 272  | 271  |

| 2015 | 2020 | 2022 | - | - | - | - | - | - |
| ---- | ---- | ---- | - | - | - | - | - | - |
| 259  | 251  | 245  | - | - | - | - | - | - |

## Économie

### Emploi
En 2015, parmi la population communale comprise entre 15 et 64 ans, les actifs représentent 116 personnes, soit 44,8 % de la population municipale. Le nombre de chômeurs (treize) a augmenté par rapport à 2010 (huit) et le taux de chômage de cette population active s'établit à 11,2 %.

### Établissements
Au 31 décembre 2015, la commune compte trente-neuf établissements, dont vingt dans l'agriculture, la sylviculture ou la pêche, quatorze au niveau des commerces, transports ou services, deux dans l'industrie, deux dans la construction, et un relatif au secteur administratif.

## Culture locale et patrimoine

### Lieux et monuments
- Château de la Faurie, incendié en 1789[53].
- Église Saint-Pierre-ès-Liens, romane, inscrite au titre des monuments historiques en 1939[54].
- Croix de la Faurie, ou croix de Violet, du XVIe siècle, inscrite au titre des monuments historiques en 1948[55].

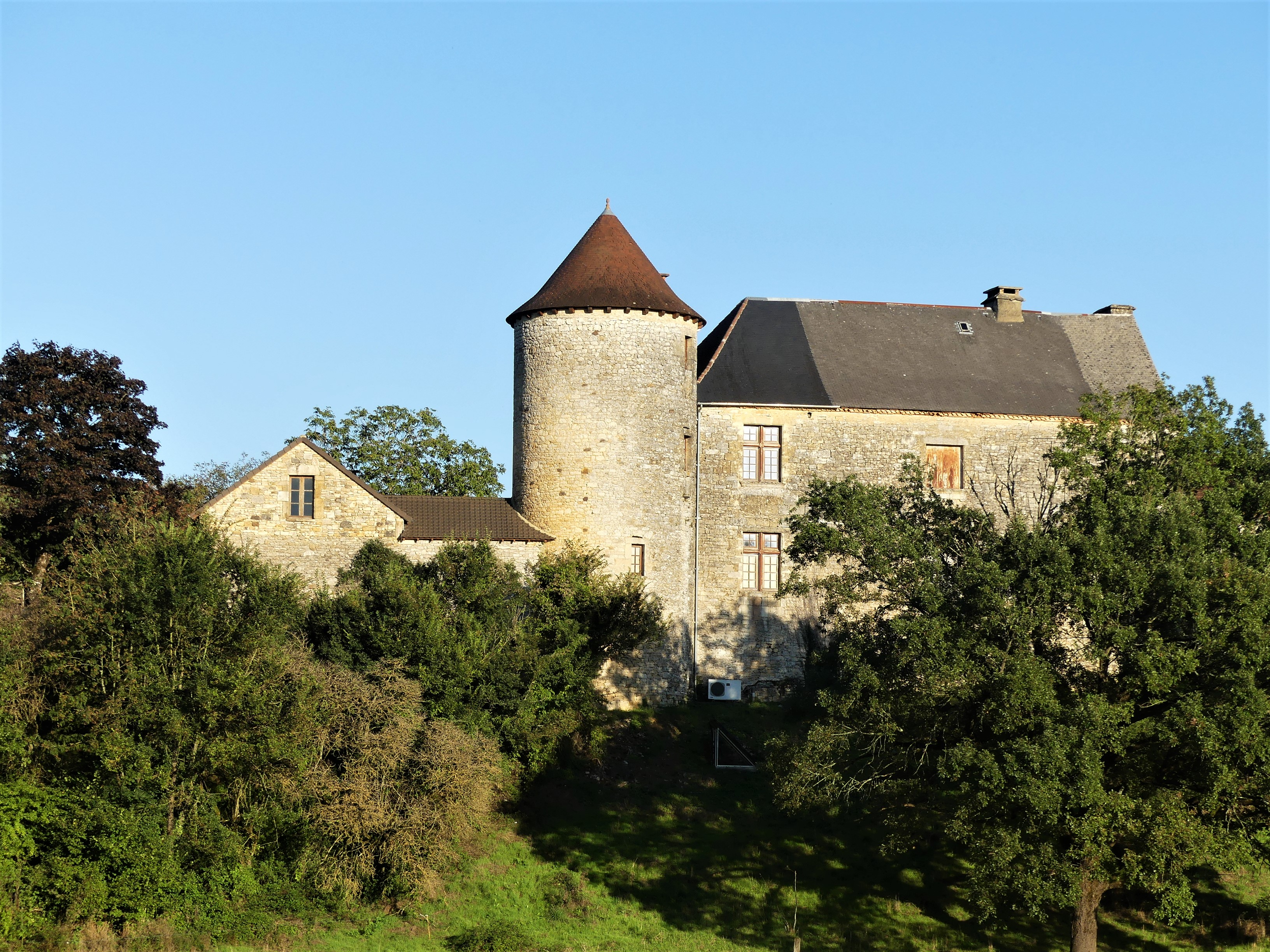
Le château de la Faurie.
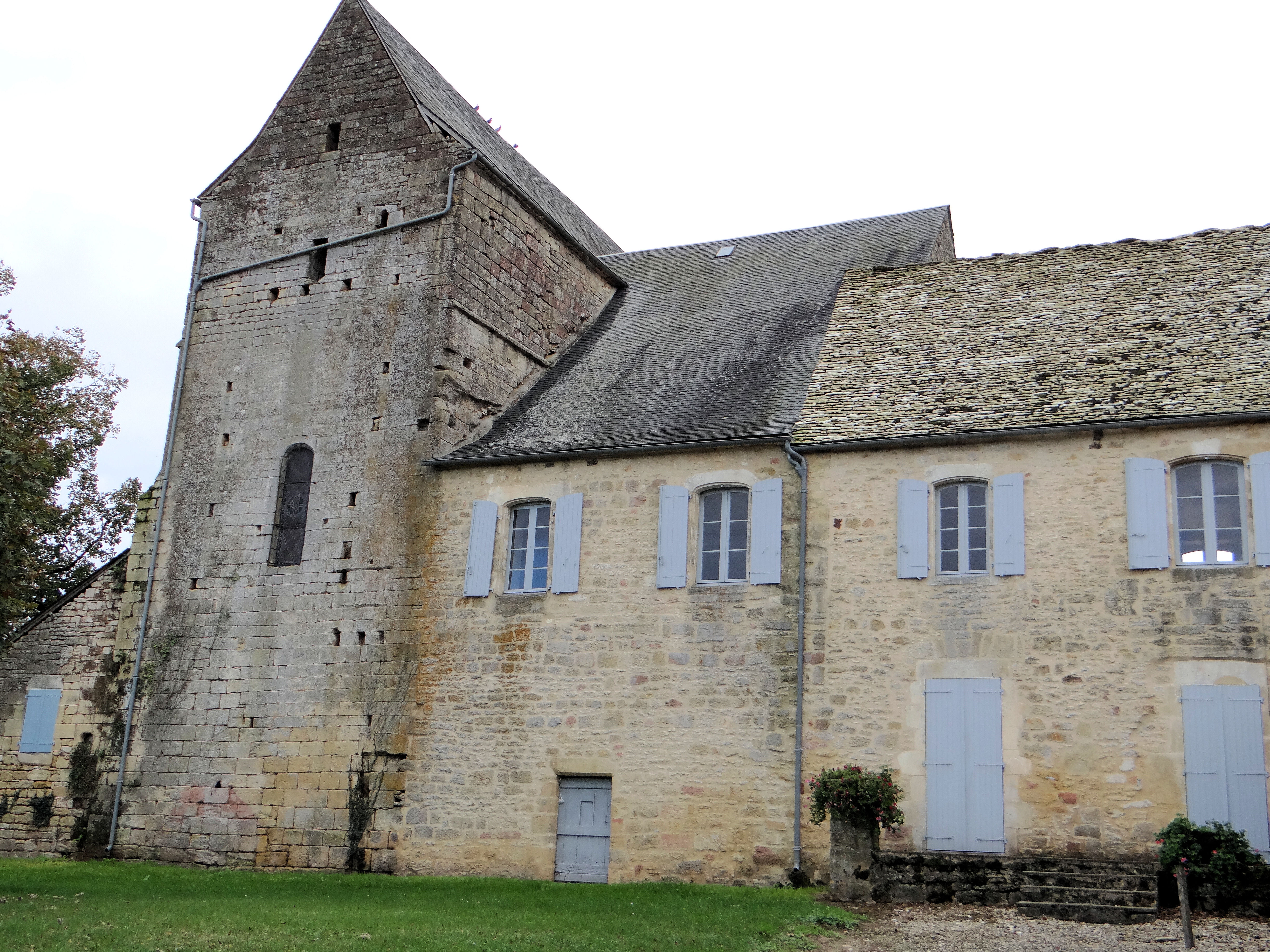
L'église Saint-Pierre-ès-Liens.
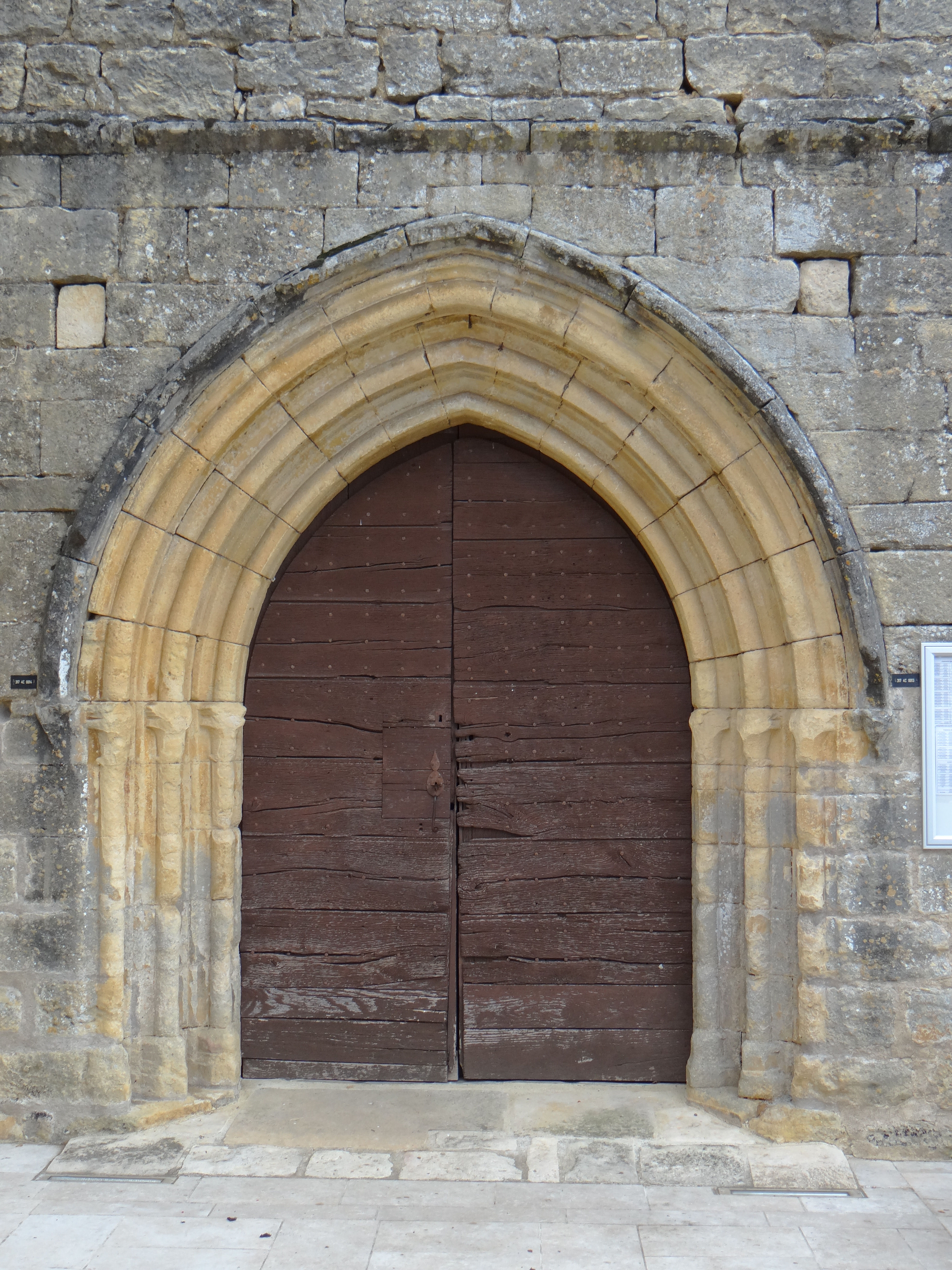
Le portail gothique de la nef.
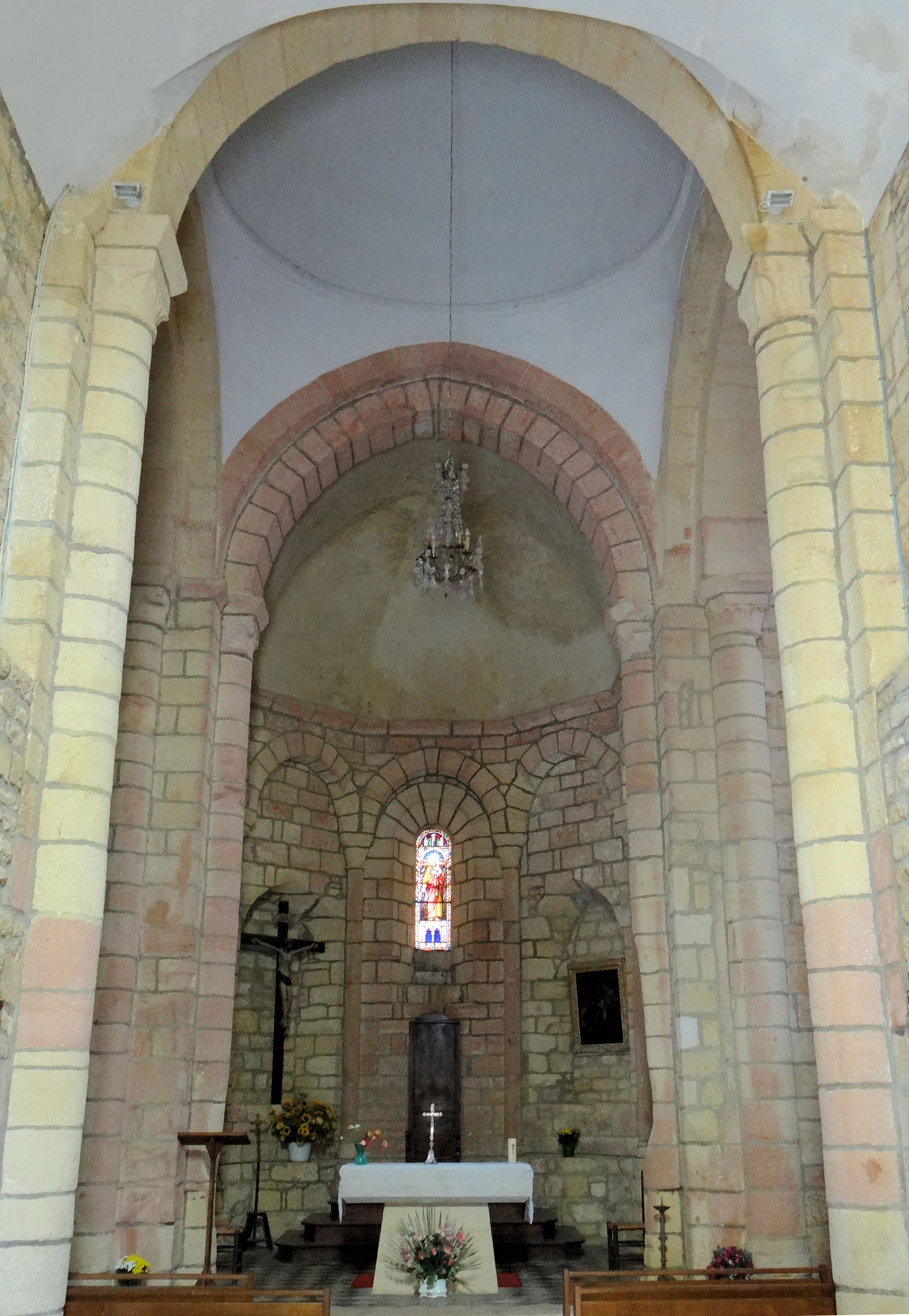
Le chœur.
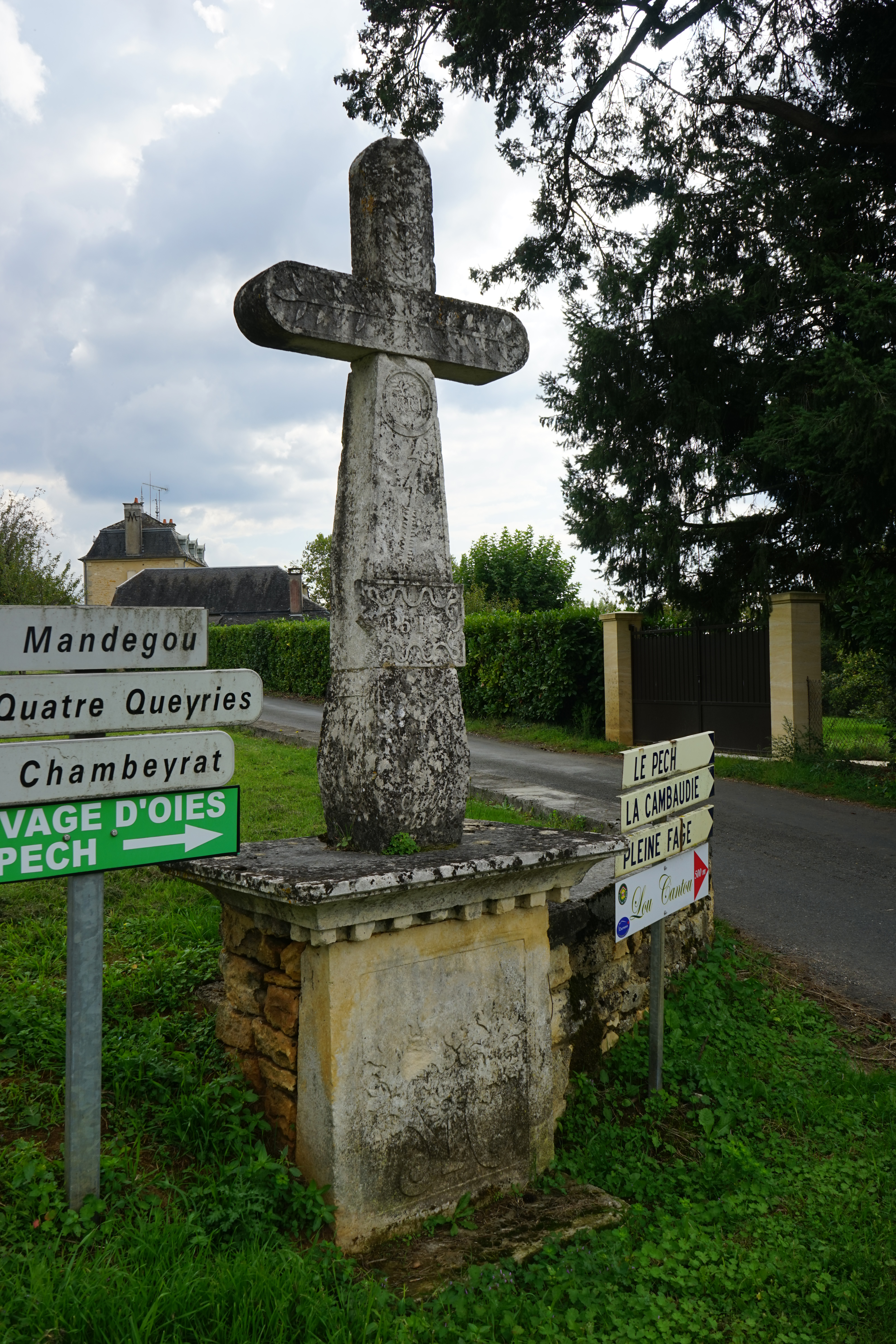
La Croix de Violet (ou Croix de la Faurie).

## Pour approfondir